# Nowiny Społeczno-Lekarskie
Nowiny Społeczno-Lekarskie – dwutygodnik wydawany w latach 1927–1938 przez Związek Lekarzy Państwa Polskiego, „poświęcony sprawom zawodu lekarskiego, szpitalnictwa, medycyny społecznej, sądowej, ustawodawstwa i administracji sanitarnej oraz wychowania fizycznego”.
Ukazywał się 1 i 15 dnia każdego miesiąca. Redaktorami naczelnymi magazynu byli Jan Załuska, Stanisław Gądek i Franciszek Rodziewicz. W 1939 dwutygodnik zmienił nazwę na „Życie lekarskie”.